# Ameisenpittas
Die Ameisenpittas (Grallariidae) sind eine Familie der Schreivögel in der Ordnung der Sperlingsvögel (Passeriformes). Das Verbreitungsgebiet ist neotropisch, wobei die meisten in Südamerika vorkommen. Einige Vertreter sind allerdings auch aus Mittelamerika bekannt.

## Merkmale
Ameisenpittas sind Vögel mit rundlichem Körper, aufrechter Körperhaltung, kurzen Schwänzen und Flügeln und sehr langen Beinen. Das Gefieder wird an der Oberseite häufig von Brauntönen dominiert, während an der Unterseite oft Grau- oder Weißtöne zu finden sind. Viele Arten zeigen darüber hinaus ein mehr oder weniger ausgeprägtes Streifenmuster, vor allem im Brust- und Bauchbereich.

## Lebensraum und Lebensweise

Verbreitungsgebiet der Ameisenpittas

Ameisenpittas sind in der Regel bodenbewohnend, lediglich die Vertreter der Gattung Grallaricula werden nur selten direkt am Erdboden angetroffen und halten sich stattdessen vornehmlich in den unteren Etagen des Waldes auf. Ameisenpittas leben im dichten Unterholz tropischer Regenwälder, in Buschland und in alpinen Habitaten mit vereinzelten Büschen in den höheren Anden. Sie bewegen sich eher hüpfend fort und laufen oder rennen nur selten. Obwohl sie grundsätzlich flugfähig sind, fliegen sie nur sehr selten über größere Distanzen und neigen eher zu kurzen, geraden Flügen bei der Nahrungssuche. Wegen ihrer abgelegenen Lebensräume sind Ameisenpittas schwierig zu beobachten, so dass über die Biologie vieler Arten nur wenig bekannt ist. Viele Arten besitzen ein eher schüchternes Wesen und werden deutlich häufiger gehört als gesehen. Ihre Nahrung besteht aus Insekten und anderen Gliederfüßern, möglicherweise ergänzt durch kleine Amphibien und Früchte. Trotz ihres irreführenden Trivialnamens besitzen Ameisen keine besondere Bedeutung für die Zusammensetzung der Ernährung der Ameisenpittas. Die Nester aus pflanzlichem Material sind flache, tassenförmige Konstruktionen, die oft wenig stabil sind. Die Gelege bestehen in der Regel aus zwei, bei einigen Arten auch nur aus einem einzelnen Ei.

## Systematik
Die erste Erwähnung der heutigen Familie als gemeinsame Gruppe stammt aus dem Jahr 1890 und geht auf den britischen Naturforscher Philip Lutley Sclater zurück. Sclater stellte sie zunächst im Rang einer Unterfamilie mit Namen Grallariinae in die Familie Formicariidae, die in ihrer ursprünglichen Zusammenstellung neben den Ameisenpittas auch die Ameisenvögel und Ameisendrosseln enthielt. Nachdem im Jahr 1990 zunächst die Gruppe der Ameisenvögel in den Rang einer eigenen Familie Thamnophilidae erhoben worden war, ergaben moderne phylogenetische Untersuchungen anhand von mitochondrialer DNA, dass auch zwischen den Ameisendrosseln und Ameisenpittas keine engere Verwandtschaft besteht. Entsprechend werden die Ameisenpittas nunmehr als eigenständige Familie mit dem wissenschaftlichen Namen Grallaridae behandelt.
Nachdem die Ameisenpittas zuvor je nach Autor entweder in acht oder sechs Gattungen unterteilt worden waren, kristallisierte sich ab 1969 eine bis in das 21. Jahrhundert allgemein akzeptierte Einteilung in die vier Gattungen Grallaria, Grallaricula, Hylopezus und Myrmothera heraus, zu denen etwas später noch die fünfte Gattung Pittasoma hinzukam. Molekulargenetische Untersuchungen ergaben jedoch, dass die Vertreter von Pittasoma näher mit der zu den Mückenfressern gehörenden Gattung Conopophaga verwandt sind als mit den vier anderen Gattungen. Innerhalb der verbliebenen Vertreter stellen Hylopezus und Myrmothera Schwestergruppen dar, denen wiederum Grallaricula als Schwestergattung gegenübersteht. Alle zusammen bilden eine gemeinsame Klade, die schließlich das Schwestertaxon zur sehr artenreichen Gattung Grallaria darstellt. Im Jahr 2018 wurde der Fleckenbauch-Ameisenpitta basierend auf morphologischen und akustischen Unterschieden aus der Gattung Hylopezus in eine eigene, neu beschriebene Gattung Cryptopezus transferiert, wodurch sich die Familie heute wieder in insgesamt fünf Gattungen unterteilen lässt. Von den insgesamt 68 Arten entfallen dabei allein 45 auf Grallaria.

### Gattungen und Arten
- Grallaria – 45 Arten

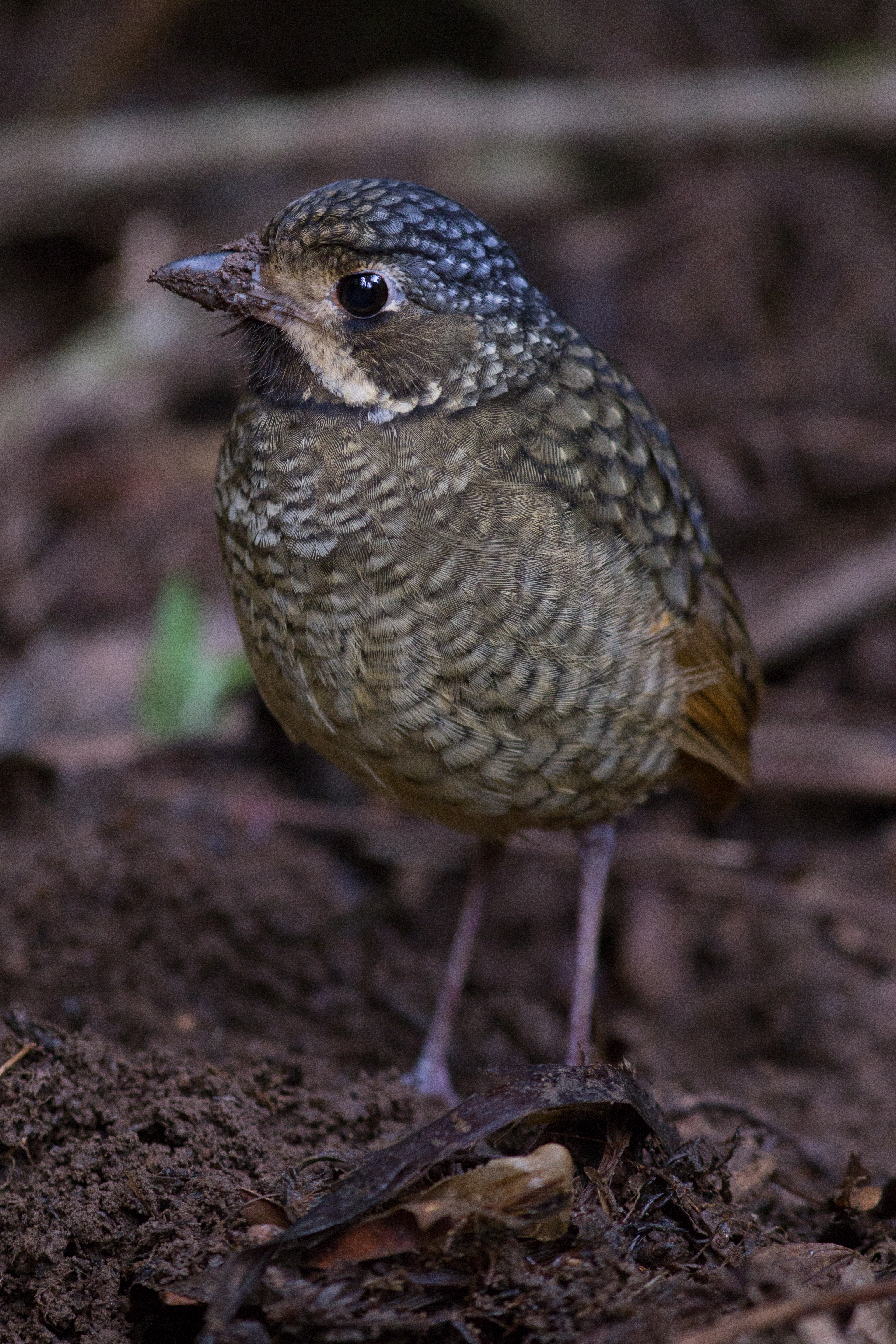
Bartameisenpitta (Grallaria varia)

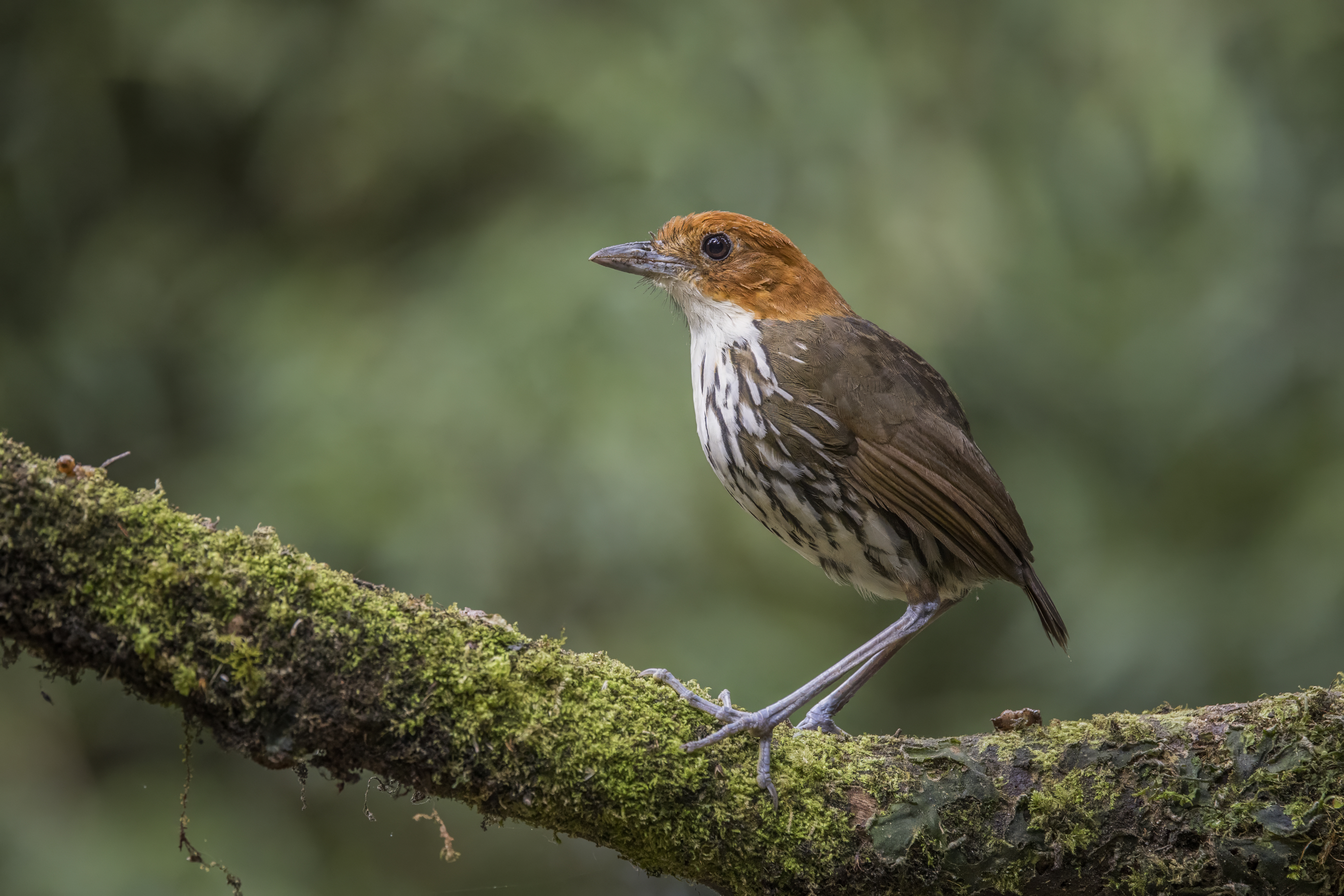
Rostkappen-Ameisenpitta (Grallaria ruficapilla)

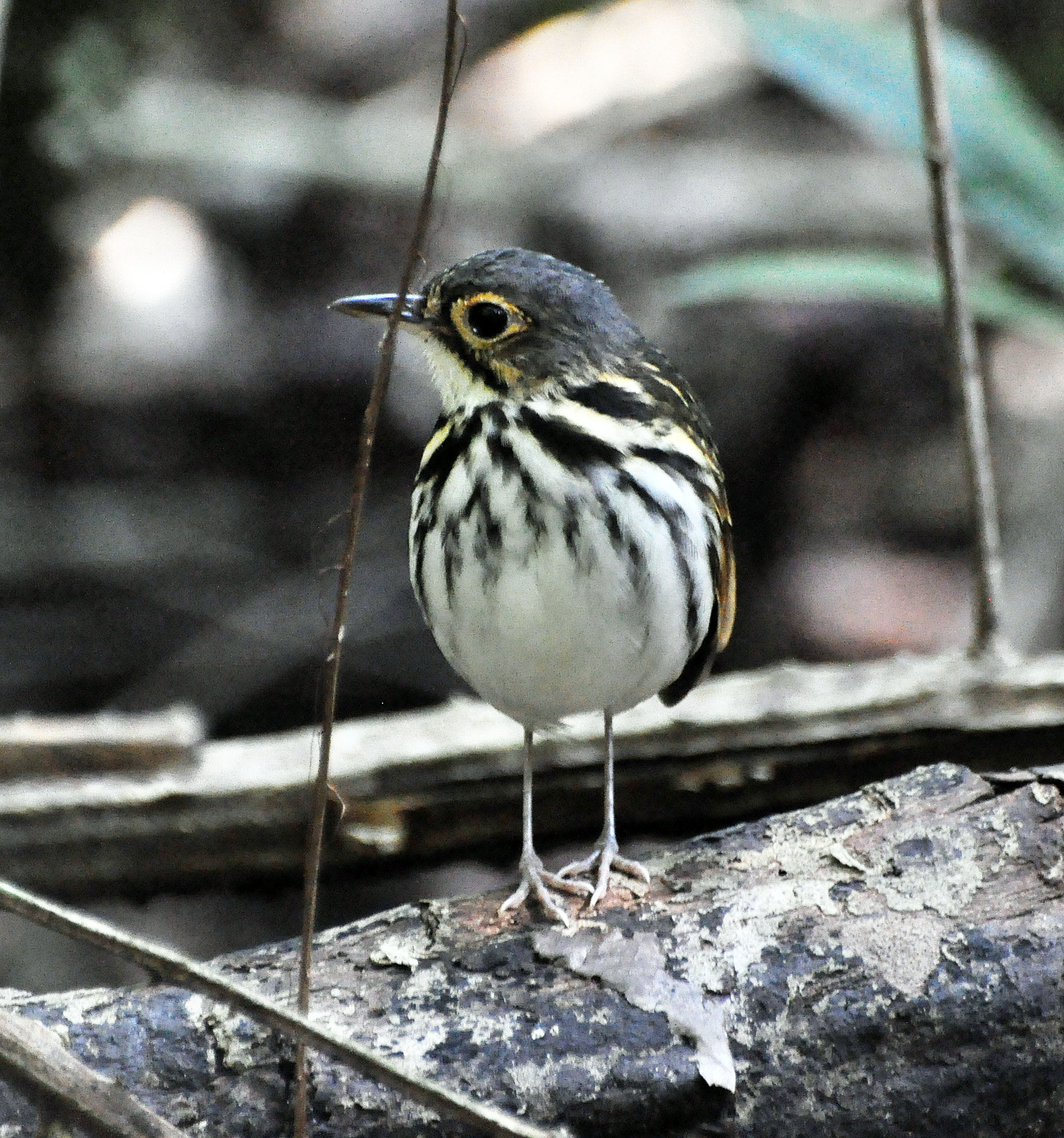
Orangewangen-Ameisenpitta (Hylopezus perspicillatus)

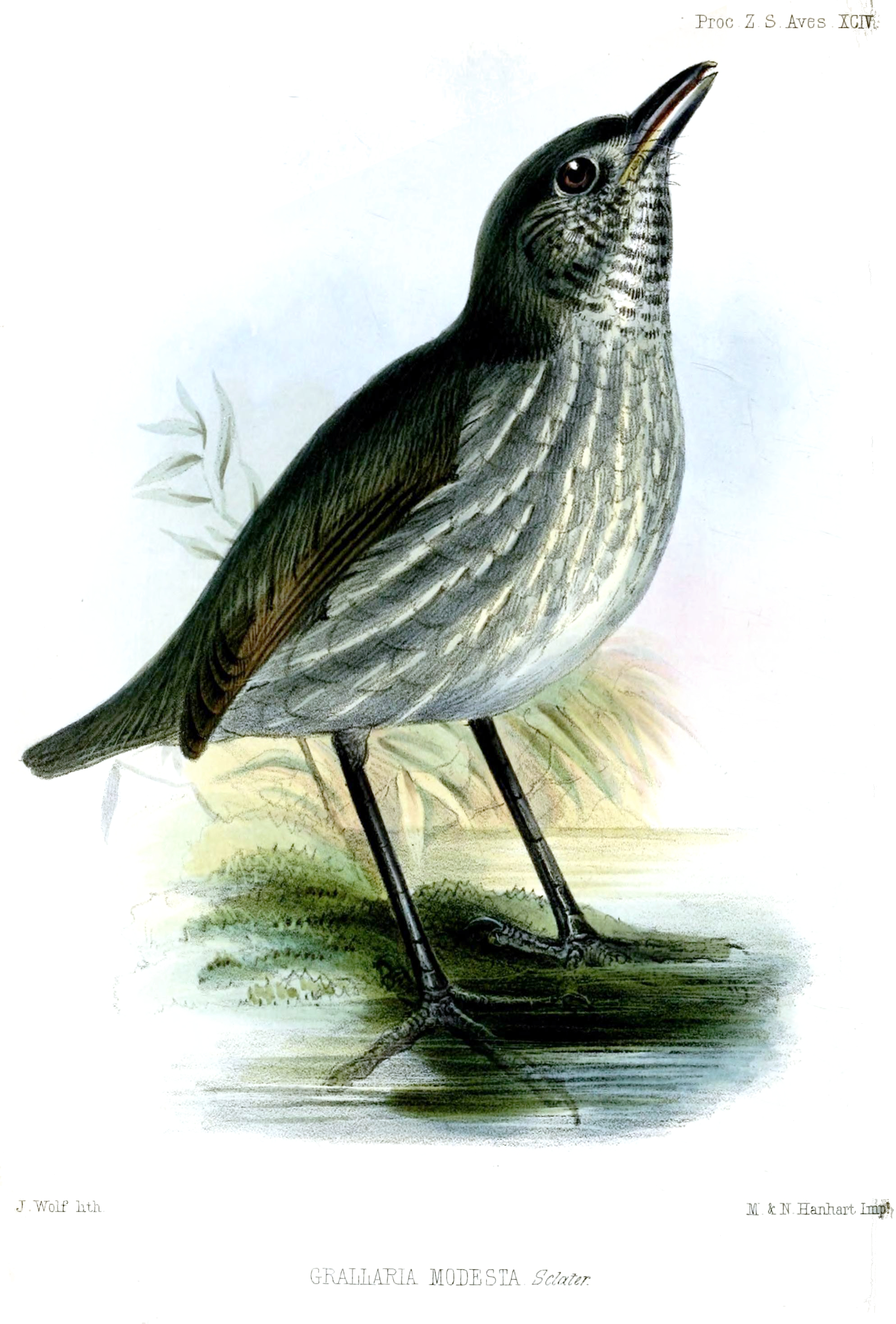
Strichelbrust-Ameisenpitta (Myrmothera campanisona)

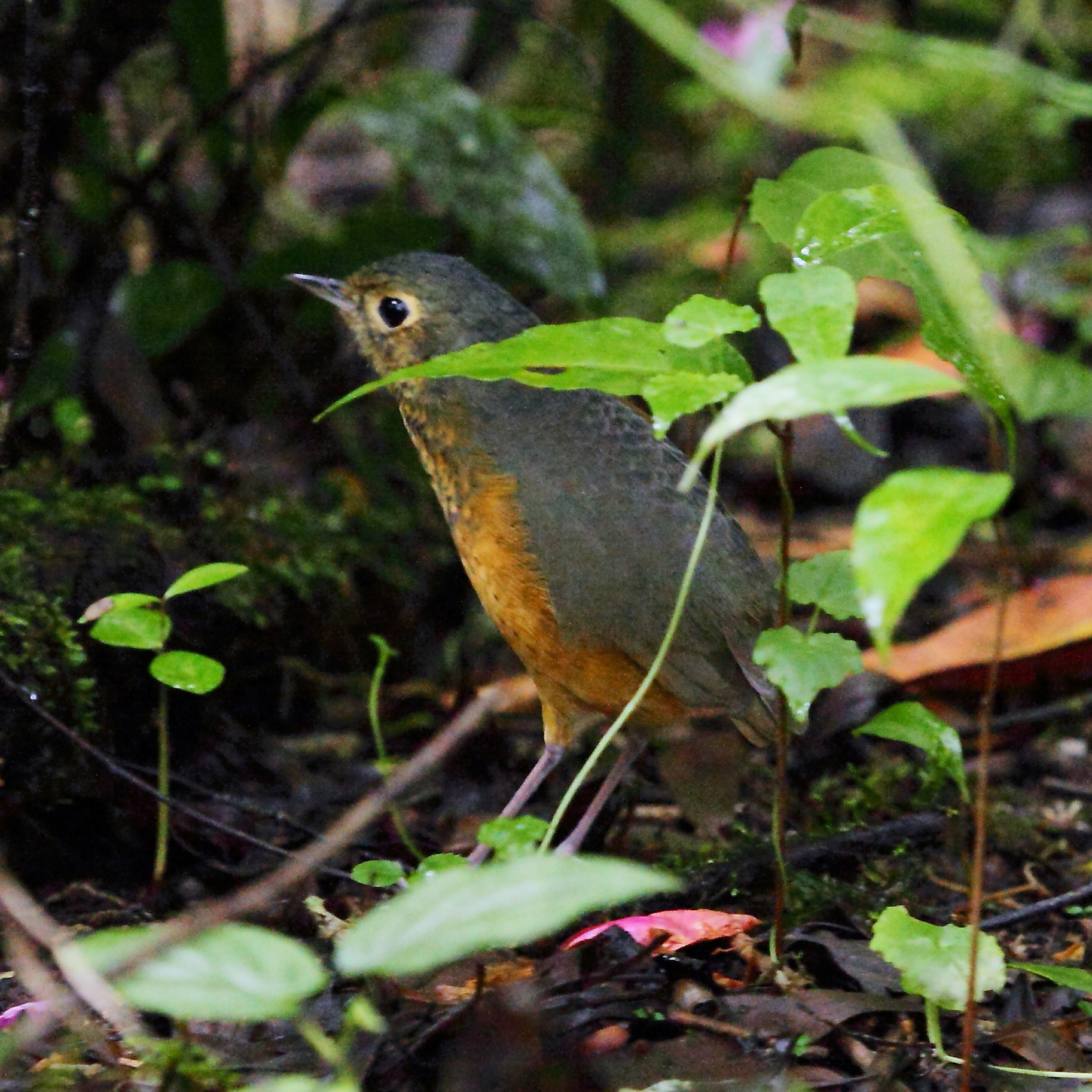
Fleckenbauch-Ameisenpitta (Cryptopezus nattereri)

  - Äquatorameisenpitta (Grallaria saturata)
  - Ayacucho-Ameisenpitta (Grallaria ayacuchensis)
  - Bartameisenpitta (Grallaria varia)
  - Blassbauch-Ameisenpitta (Grallaria hypoleuca)
  - Blassschnabel-Ameisenpitta (Grallaria carrikeri)
  - Bolivienameisenpitta (Grallaria cochabambae)
  - Brustband-Ameisenpitta (Grallaria milleri)
  - Buschland-Ameisenpitta (Grallaria watkinsi)
  - Cajamarca-Ameisenpitta (Grallaria cajamarcae)
  - Chachapoyas-Ameisenpitta (Grallaria gravesi)
  - Chamiameisenpitta (Grallaria alvarezi)
  - Cundinamarca-Ameisenpitta (Grallaria kaestneri)
  - Einfarb-Ameisenpitta (Grallaria rufula)
  - Fenwicks Ameisenpitta (Grallaria fenwickorum)
  - Gelbbrust-Ameisenpitta (Grallaria flavotincta)
  - Grauflanken-Ameisenpitta (Grallaria albigula)
  - Graunacken-Ameisenpitta (Grallaria griseonucha)
  - Grauscheitel-Ameisenpitta (Grallaria alleni)
  - Grauwangen-Ameisenpitta (Grallaria quitensis)
  - Fahlbauch-Ameisenpitta (Grallaria excelsa)
  - Fahlbrust-Ameisenpitta (Grallaria eludens)
  - Juninameisenpitta (Grallaria obscura)
  - Kastanienameisenpitta (Grallaria blakei)
  - Kehlband-Ameisenpitta (Grallaria guatimalensis)
  - Ockerbart-Ameisenpitta (Grallaria haplonota)
  - Ockerbauch-Ameisenpitta (Grallaria squamigera)
  - Olivrücken-Ameisenpitta (Grallaria bangsi)
  - Oxapampa-Ameisenpitta (Grallaria centralis)
  - Panajo-Ameisenpitta ( Grallaria oneilli)
  - Perijáameisenpitta (Grallaria saltuensis)
  - Punoameisenpitta (Grallaria sinaensis)
  - Riesen-Ameisenpitta (Grallaria gigantea)
  - Rostameisenpitta (Grallaria capitalis)
  - Rostkehl-Ameisenpitta (Grallaria dignissima)
  - Rostkappen-Ameisenpitta (Grallaria ruficapilla)
  - Rostnacken-Ameisenpitta (Grallaria nuchalis)
  - Rostwangen-Ameisenpitta (Grallaria erythrotis)
  - Sierra-Nevada-Ameisenpitta (Grallaria spatiator)
  - Strichelkopf-Ameisenpitta (Grallaria andicola)
  - Táchiraameisenpitta (Grallaria chthonia)
  - Taczanowskiameisenpitta (Grallaria przewalskii)
  - Urubamba-Ameisenpitta (Grallaria occabambae)
  - Weißflecken-Ameisenpitta (Grallaria erythroleuca)
  - Zügelfleck-Ameisenpitta (Grallaria ridgelyi)
  - Zweifarben-Ameisenpitta (Grallaria rufocinerea)

- Grallaricula – 10 Arten
  - Graukappen-Ameisenpitta (Grallaricula nana)
  - Halbmond-Ameisenpitta (Grallaricula lineifrons)
  - Ockerbrust-Ameisenpitta (Grallaricula flavirostris)
  - Ockerstirn-Ameisenpitta (Grallaricula ochraceifrons)
  - Orangebrust-Ameisenpitta (Grallaricula leymebambae)
  - Rostbrust-Ameisenpitta (Grallaricula ferrugineipectus)
  - Rotkopf-Ameisenpitta (Grallaricula cucullata)
  - Schmuckameisenpitta (Grallaricula peruviana)
  - Schuppenameisenpitta (Grallaricula loricata)
  - Sucreameisenpitta (Grallaricula cumanensis)

- Hylopezus – 6 Arten
  - Alta-Floresta-Ameisenpitta (Hylopezus whittakeri)
  - Braunwangen-Ameisenpitta (Hylopezus auricularis)
  - Orangewangen-Ameisenpitta (Hylopezus perspicillatus)
  - Paraameisenpitta (Hylopezus paraensis)
  - Rostflanken-Ameisenpitta (Hylopezus macularius)
  - Weißbrauen-Ameisenpitta (Hylopezus ochroleucus)

- Myrmothera – 6 Arten
  - Olivbauch-Ameisenpitta (Myrmothera simplex)
  - Olivmantel-Ameisenpitta (Myrmothera berlepschi)
  - Orangeflanken-Ameisenpitta (Myrmothera dives)
  - Strichelbrust-Ameisenpitta (Myrmothera campanisona)
  - Tapajósameisenpitta (Myrmothera subcanescens)
  - Weißwangen-Ameisenpitta (Myrmothera fulviventris)

- Cryptopezus – 1 Art
  - Fleckenbauch-Ameisenpitta (Cryptopezus nattereri)